# Høst
Høst (pol. Jesień) – norweski zespół rockowy, którego muzyka oscyluje pomiędzy hard-rockiem, rockiem progresywnym a rockiem symfonicznym – założony w 1971 roku w Knapstad (Indre Østfold) i działający do 1978 roku (w ostatnim roku działalności pod nazwą Ice). Był on jedną z pierwszych tego typu, miejscowych formacji, której wokalista śpiewał teksty po norwesku. Kilkukrotnie reaktywował się na krótko w związku z trasami koncertowymi, bądź pojedynczymi koncertami w latach 1991, 2006, 2007, 2010, 2017 i 2024.  

## Historia
Pierwszy, założycielski, stricte hard rockowy skład grupy tworzyli: Svein Rønning (gitara, klavinet, organy, fortepian, syntezator w tym zespół smyczkowy i minimoog; śpiew i autor wszystkich kompozycji), Johnny Myrhe (gitara basowa) i Stig Berg (perkusja). Myrhe opuścił zespół w początkach jego istnienia, zaś w nowy skład weszło trzech nowych członków, a byli to: Geir Jahren (śpiew), Ronny Gyllensten (gitara) i Bernt Bodal (gitara basowa). W 1973 roku Høst zaczął zdobywać popularność dzięki lokalnym występom na żywo, lecz w jego składzie nastąpiły dwie, kolejne zmiany personalne, ponieważ Berg i Gyllensten odeszli, a zastąpili ich: Knut Ragnar Lie (perkusja) i Odda Inge Olsen (gitara), zaś miejsce tego ostatniego, po pewnym czasie zajął gitarzysta Lasse Nilsen (tuż przed pierwszym wejściem zespołu do studia nagraniowego). Jesienią 1974 roku Høst w ciągu sześciu dni nagrał swój – inspirowany brytyjskim hard rockiem, debiutancki album pt. På sterke vinger, wydany nakładem norweskiego labelu On Records. Krążek został dobrze przyjęty przez słuchaczy, lecz jeszcze przed jego wydaniem, zespół opuścili trzej muzycy, a mianowicie: Niessen, który przeszedł do grupy Bazar oraz Rønning i Lie, którzy rozpoczęli współpracę z formacją Déjà-Vu. 
W 1976 roku Jahren i Bodal z towarzyszeniem nowych członków zespołu, którymi byli: Fezza Ellingsen (gitara), Halvdan Nedrejord (organy) i Willy Bendiksen (perkusja), a którzy wcześniej współtworzyli grupę St. Helena – nagrali drugi album zespołu pt. Hardt mot hardt (wyd. On Records), który w porównaniu ze swoim poprzednikiem, okazał się komercyjną porażką ze względu na fakt, iż był trudniejszy w odbiorze. I choć muzyka rockowa zawarta na krążku jest nadal dość ostra to nasilił się tu także wpływ rocka progresywnego i symfonicznego, gdzie w aranżacjach równie dominującą rolę zyskują instrumenty klawiszowe (pojawia się tu nawet akordeon), zaś obok nich pojawiła się gitara akustyczna i flet. Po nagraniu albumu Hardt mot hardt, Ellingsen został zastąpiony na stałe przez gitarzystę Johna Heslę, członka jednego z wcześniejszych zespołów Bendiksena, Flax. Wytwórnia On Records nie zgodziła się na wydanie trzeciego longplaya Høst. Pewnego rodzaju kompromisem w tej sytuacji, było wydanie w 1977 roku kompilacji pt. Extra! Extra!, zawierającej trzy premierowe utwory zespołu, zaśpiewane w języku angielskim, a mianowicie: Sunday Morning, Me and My clock i Last trip). 
10 lutego 1978 roku formacja wystąpiła w restauracji Zhivago w Oslo pod nową nazwą «Ice», biorąc udział w programie telewizji NRK pt. Musikalsk gjestebud, gdzie wystąpiła w następującym składzie, który tworzyli: Geir Jahren(śpiew), John Hesla (gitara, flet), Halvdan Nedrejord (instrumenty klawiszowe), Bernt Bodal (gitara basowa) i Willy Bendiksen (perkusja). Lecz mimo to zespół nie odniósł oczekiwanego sukcesu i przestał istnieć latem 1978 roku. Po rozpadzie Ice (Høst), Bodal połączył siły z  Kjellem Inge Røkke, aby wyemigrować do Stanów Zjednoczonych i założyć tam własną firmę. Dziś jest tam multimilionerem, i obecnie większościowym udziałowcem American Seafoods. Pozostali członkowie Høst nadal, lecz niezawodowo zajmują się muzyką. Rønning, Jahren i Lie współtworzyli zespół Kerr's Pink, zaś Bendiksen grał w formacjach Road, Gry Jannicke Jarlum, Ronnie Lè Tekrö, zaś obecnie w Wild Willy's Gang i jest właścicielem klubu nocnego Rock In w Oslo.
Po wielu latach niebytu, Høst reaktywował się po raz pierwszy na początku lat 90. na kilka tras koncertowych. W tymże okresie ukazał się singiel z piosenką Silent Hours, zaś w 1994 roku nakładem wydawnictwa Research Records ukazał się album kompilacyjny pt. Live & Unreleased, zawierający 6 utworów pochodzących z radiowej rejestracji koncertu zespołu z 1975 roku (Bilder av en dag, Stille timer!, I ly av mørket, Sandkorn i et timeglass, Betong Boogie, Åse), 4 anglojęzyczne piosenki w wykonaniu Ice z programu telewizyjnego Musikalsk gjestebud z 1978 roku (Sweetest Song, Last Trip, No Regrets, I'm a Star) oraz 3 utwory z trasy koncertowej, która miała miejsce w 1991 roku (Samhold, Fattig men fri, På sterke vinger).
W późniejszych latach zespół w ramach krótkotrwałych reaktywacji, wystąpił m.in. 3 grudnia 2006 roku w Parkteatret w Oslo z okazji Project 101. Latem 2007 roku zagrał podczas progresywnego festiwalu Subtacto w Oslo, zaś 14 sierpnia 2010 roku dwie różne wersje Høst (składy z okresu debiutu På sterke vinger i drugiego albumu Hardt mot hardt) pokazały się na festiwalu Rock på Torget w Bodø. 
21 października 2017 roku zespół wystąpił w Moss Bluesklubbie, zaś we wrześniu i październiku 2024 roku zagrał serię koncertów rocznicowych w Norwegii z okazji swego symbolicznego 50-lecia, a tym samym 50-lecia wydania krążka På sterke vinger. Høst występował wówczas w składzie w którym nagrał tę płytę, a który wtedy i obecnie tworzą: Geir „Morgan” Jahren (śpiew), Svein Rønning (gitara, śpiew), Lasse Nilsen (gitara, śpiew), Bernt Bodal (gitara basowa) i Knut R. Lie (perkusja).

## Dyskografia[3][7]

### Albumy studyjne
- 1974: På sterke vinger (LP, On Records)
- 1976: Hardt mot hardt (LP, On Records)

### Single
- 1977: Sunday Morning / Last Trip (SP, On Records)
- 1988: Still Timer (Live) (SP, Vinyl – płyta dołączona do Vinyl Magazine)

### Kompilacje
- 1977: Extra! Extra! (LP, On Records)
- 1994: Live & Unreleased (CD, Research Records)